# ایمان رزاقی‌راد
ایمان رزاقی‌راد (زاده ۹ اوت ۱۹۷۸) یک بازیکن سابق و مربی فوتبال اهل ایران است.

## دوران مربیگری
وی مربیگری را با تیم نوجوانان پیکان شروع کرد و در فصل ۹۶ با تیم فوتبال نوجوانان پیکان موفق به کسب مقام قهرمانی در لیگ برتر نوجوانان شد. در فصل ۹۷ سرمربی جوانان پیکان شد و با این تیم نایب قهرمان شد.